# フランツィスカ (小惑星)

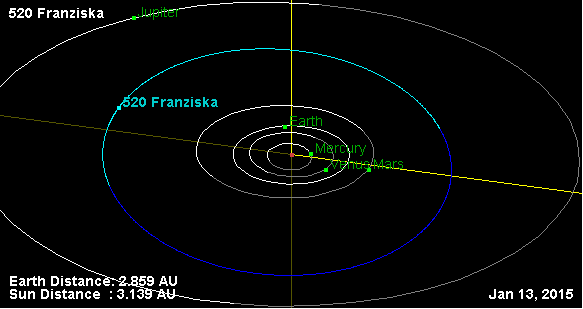
フランツィスカの軌道図

フランツィスカ (520 Franziska) は、小惑星帯に位置する小惑星である。
マックス・ヴォルフとパウル・ゲッツがハイデルベルクで発見した。名前の由来は不明である。